# 김윤빈
김윤빈(金允玭, Younbeen Kim, 1975년, 서울)은 글로벌헬스기술연구기금 라이트펀드(RIGHT Fund: Research Investment for Global Health Technology Fund)의 상임이사 겸 대표이다.

## 학력
- 약학대학 학사
- 경영전문대학원 석사

## 경력
- 2007.03~2009.01 : 한국노바티스 노바티스벤처펀드 본부장
- 2009.02~2017.07 : 싱가포르 노바티스 열대병연구소(NITD) 국제협력수석 및 연구운영수석
- 2018.05 ~ 현재 : 글로벌헬스기술연구기금 라이트펀드 상임이사 겸 대표